# Parabuthus granulatus
Espèce
Synonymes
- Androctonus granulatus Ehrenberg, 1831
- Buthus brevimanus segnis Thorell 1876
- Buthus fulvipes Simon, 1888
- Parabuthus granulatus fuscus Pocock, 1901
- Parabuthus granulatus bergeri Werner, 1916
- Parabuthus strenuus Hewitt, 1918

Parabuthus granulatus est une espèce de scorpions de la famille des Buthidae.

## Distribution
Cette espèce se rencontre en Afrique du Sud, en Namibie, en Angola, au Botswana et au Zimbabwe,. 

## Systématique et taxinomie
Cette espèce a été décrite sous le protonyme Androctonus granulatus par Ehrenberg en 1831. Elle est placée dans le genre Parabuthus par Kraepelin en 1899.

## Publication originale
- Hemprich & Ehrenberg, 1831 : « Animalia articulata. Arachnoidea. Scorpiones africani et asiatici. » Symbolae Physicae. Animalia evertebrata exclusis insectis percensuit Dr. C.G. Ehrenberg. Series prima cum tabularum decade prima. Continent Animalia Africana et Asiatica, Berolini ex officina Academica, Venditur a Mittlero, no 162, p. 1-12.